# Mörtegöl (Åseda socken, Småland)
Mörtegöl är en sjö i Uppvidinge kommun i Småland och ingår i Mörrumsåns huvudavrinningsområde.